# Valico di Chiampore
Il valico di Chiampore è un valico di frontiera fra l'Italia e la Slovenia. 
Collega le località di Chiampore (in comune di Muggia, nell'ex provincia di Trieste) e di Laurano (Lovran) (in comune di Capodistria). Da parte slovena è chiamato valico confinario di Colombano (mejni prehod Kolomban). 

## Descrizione
Il valico è detto di Chiampore dal nome della omonima località nei pressi del quale è posizionato. Il nome sloveno deriva dal nome di una località posizionata a circa due chilometri dal confine. Il posto di blocco si trova in zona collinare, nella periferia di Muggia.
Da parte italiana vi termina la ex strada provinciale 17, che collega il valico con la SP14, strada che corre lungo il mare, tra Muggia e il Valico di San Bartolomeo. Da parte slovena il valico è collegato con Colombano, da cui poi la strada scende per ricongiungersi con la 406 per Capodistria e Ancarano.
Il valico è caratterizzato da traffico locale, anche se viene utilizzato, soprattutto nei mesi estivi, quale alternativa al più importante confine di stato di Rabuiese.

## Storia
Il valico è stato istituito nel 1954 quando, a seguito del Memorandum di Londra, l'Italia prese il controllo della Zona A del Territorio Libero di Trieste, mentre la Jugoslavia inglobò la Zona B. In base a tale accordo venne rettificato il confine nei pressi di Muggia, a favore della Jugoslavia, che portò all'apposizione del confine alla periferia di Chiampore. Con l'annessione della zona A alla Repubblica italiana il valico divenne di frontiera tra l'Italia e la Jugoslavia, a cui subentrò, dal 1991, la neoindipendente Slovenia. 
Era un valico di seconda categoria, ovvero poteva essere superato dalle persone dotate di apposito lasciapassare, che era concesso ai soli residenti in aree nei pressi del confine tra i due Paesi. 
Già dal 1º maggio 2004 era stata introdotta la possibilità di transitare attraverso il valico anche con la carta d'identità, e non solo col lasciapassare rilasciato ai transfrontalieri.  Dal 2005 i Carabinieri cedettero il controllo del valico alla Polizia di frontiera. Inoltre, dal 1º febbraio 2006, solo la polizia italiana proseguì nel controllo dei documenti per le persone che transitavano al valico. Con l'entrata della Slovenia nell'area Schengen, il 21 dicembre 2007, l'accesso al valico è stato liberalizzato.
Nel 2013 la Provincia di Trieste finanziò la risistemazione della pavimentazione stradale della SP terminante al valico, e la demolizione della piazzola del valico, sostituita con un piccolo golfo di sosta.
Il valico è soggetto al controllo della Tenenza di Muggia della Guardia di Finanza.
Dall'11 marzo 2020 le autorità slovene, al fine di prevenire un aumento del numero dei contagi da COVID-19, stante la situazione italiana, decidono di incrementare i controlli sanitari al confine, lasciando aperti solo i valichi più importanti. Il valico di Chiampore viene perciò chiuso alla circolazione, fino al 15 giugno successivo.
Dal 29 marzo 2021 il valico viene nuovamente chiuso, per la recrudescenza dell'epidemia in Slovenia, dopo che nei giorni precedenti ne era già stata limitata l'apertura oraria. Il 28 aprile successivo il valico viene riaperto.